# Liste der Monuments historiques in Bairon et ses environs
Die Liste der Monuments historiques in Bairon et ses environs führt die Monuments historiques in der französischen Gemeinde Bairon et ses environs auf.

## Liste der Immobilien
| Bezeichnung       | Beschreibung            | Standort                             | Kennzeichnung | Schutzstatus | Datum | Bild           |
| ----------------- | ----------------------- | ------------------------------------ | ------------- | ------------ | ----- | -------------- |
| Kirche St-Jacques | ab dem 14. Jahrhundert  | Le Chesne, place de la Mairie (Lage) | PA00078425    | Classé       | 1922  | weitere Bilder |
| Wegekreuz         | aus dem 15. Jahrhundert | Le Chesne, Grande-Rue (Lage)         | PA00078424    | Classé       | 1922  | weitere Bilder |

## Liste der Objekte
| Bezeichnung                                     | Beschreibung                                           | Standort                                          | Kennzeichnung | Schutzstatus | Datum | Bild |
| ----------------------------------------------- | ------------------------------------------------------ | ------------------------------------------------- | ------------- | ------------ | ----- | ---- |
| Taufbecken                                      | Stein, 16. Jahrhundert                                 | Le Chesne, in der Kirche St-Jacques (Lage)        | PM08000146    | Classé       | 1971  |      |
| Zwei Skulpturen: Pietà und Christus in der Rast | Kalkstein, 16. Jahrhundert; aus dem Wilhelmitenkloster | Louvergny, am Haus 3 rue du Gue (Lage)            | PM08000905    | Inscrit      | 1975  |      |
| Drei Retabel                                    | Kalkstein, einer bezeichnet 1739                       | Les Alleux, in der Kirche St-Jean-Baptiste (Lage) | PM08001095    | Inscrit      | 1978  |      |
| Relief Enthauptung des heiligen Nicasius        | Kalkstein, farbig gefasst, 17. Jahrhundert             | Louvergny, in der Kirche St-Nicaise (Lage)        | PM08000904    | Inscrit      | 1975  |      |
| Skulptur eines Bischofs                         | Stein, 16. Jahrhundert                                 | Le Chesne, in der Kirche St-Jacques (Lage)        | PM08000145    | Classé       | 1911  |      |
| Kruzifix                                        | Kalkstein, farbig gefasst, 17. Jahrhundert             | Les Alleux, in der Kirche St-Jean-Baptiste (Lage) | PM08001094    | Inscrit      | 1978  |      |
| Skulptur Heiliger Rochus                        | Holz, farbig gefasst, 18. Jahrhundert                  | Louvergny, in der Kirche St-Nicaise (Lage)        | PM08000301    | Classé       | 1971  |      |
| Skulptur Heiliger Nicasius                      | Holz, 15. Jahrhundert                                  | Louvergny, in der Kirche St-Nicaise (Lage)        | PM08000300    | Classé       | 1933  |      |